# Степанов, Борис Андреевич
Бори́с Андре́евич Степа́нов (22 августа 1930, Москва — 28 декабря 2007, там же) — советский боксёр легчайших весовых категорий. Двукратный серебряный призёр чемпионата Европы (1953, 1955), шестикратный чемпион СССР (1953—1957, 1960). Заслуженный мастер спорта СССР (1960). «Выдающийся боксёр СССР» (1957).

## Биография
Родился 22 августа 1930 года в Москве.
Активно заниматься боксом начал в возрасте двенадцати лет под руководством тренера Виктора Пушкина, затем тренировался у знаменитого наставника Виктора Огуренкова, представлял московское спортивное общество «Крылья Советов». Впервые заявил о себе в 1950 году, когда на чемпионате СССР выиграл в наилегчайшем весе бронзовую медаль. В следующем сезоне был уже серебряным призёром, а в 1953 году перешёл в легчайшую весовую категорию и завоевал титул чемпиона Советского Союза. Съездил на чемпионат Европы в Варшаву, дошёл там до финала, но в решающем матче уступил поляку Зенону Стефанюку.
В период 1953—1957 Степанов пять раз подряд выигрывал национальное первенство, получил от федерации бокса звания «Заслуженный мастер спорта» и «Выдающийся боксёр».
В 1955 году на европейском первенстве в Западном Берлине вновь встретился в финале со Стефанюком и вновь проиграл ему. Благодаря череде удачных выступлений удостоился права защищать честь страны на летних Олимпийских играх 1956 года в Мельбурне, однако уже во втором своём матче неожиданно потерпел поражение нокаутом от ирландца Фредерика Гилроя, который в итоге получил бронзовую медаль. В 1958 году Борис Степанов впервые за долгое время не смог победить в финале чемпионата СССР, но в 1960 году всё-таки вернул себе титул, став шестикратным чемпионом национального первенства. Вскоре после этого принял решение завершить карьеру, всего провёл на ринге 273 боя, из них 259 окончил победой.
Умер 28 декабря 2007 года в Москве, похоронен на Головинском кладбище. на участке 17 а.

## Спортивные достижения
Международные
- Чемпионат Европы по боксу 1953 года —
- Чемпионат Европы по боксу 1955 года —

Всесоюзные
- I Летняя Спартакиада народов СССР 1956 года —
- Чемпионат СССР по боксу 1950 года —
- Чемпионат СССР по боксу 1951 года —
- Чемпионат СССР по боксу 1953 года —
- Чемпионат СССР по боксу 1954 года —
- Чемпионат СССР по боксу 1955 года —
- Чемпионат СССР по боксу 1956 года —
- Чемпионат СССР по боксу 1957 года —
- Чемпионат СССР по боксу 1958 года —
- Чемпионат СССР по боксу 1960 года —

### Спортивные звания
- «Выдающийся боксёр СССР» (1957)
- Заслуженный мастер спорта СССР

## Награды
- Орден «Знак Почёта» (27.04.1957) — «за успехи, достигнутые в деле развития массового физкультурного движения в стране, повышения мастерства советских спортсменов, и успешное выступление на международных соревнованиях»